# Dominicus (Gran)
Dominicus (ungarisch Domonkos; † nach 1001) war Erzbischof von Gran (Esztergom) in Ungarn.

## Leben

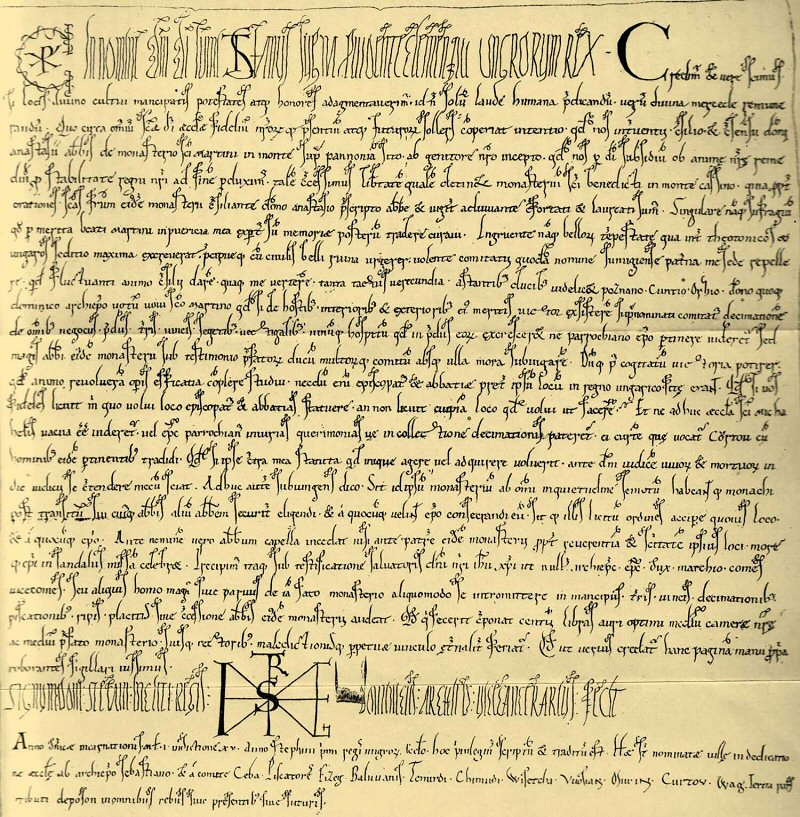
Urkunde von 1001/02

Über ihn gibt es kaum historische Informationen.
Um 1000/02 wurde ein Dominicus in einer Bestätigungsurkunde für das erste ungarische Kloster auf dem Martinsberg (Pannonhalma) als Vizekanzler und Mönch aufgeführt. 1037 wurde ein Erzbischof Dominicus genannt, möglicherweise für eine zurückliegende Zeit.
Die ungarische Forschung nimmt heute an, dass Dominicus der erste Erzbischof des 1001 gegründeten Erzbistums Gran war.